# Кантувальний гак

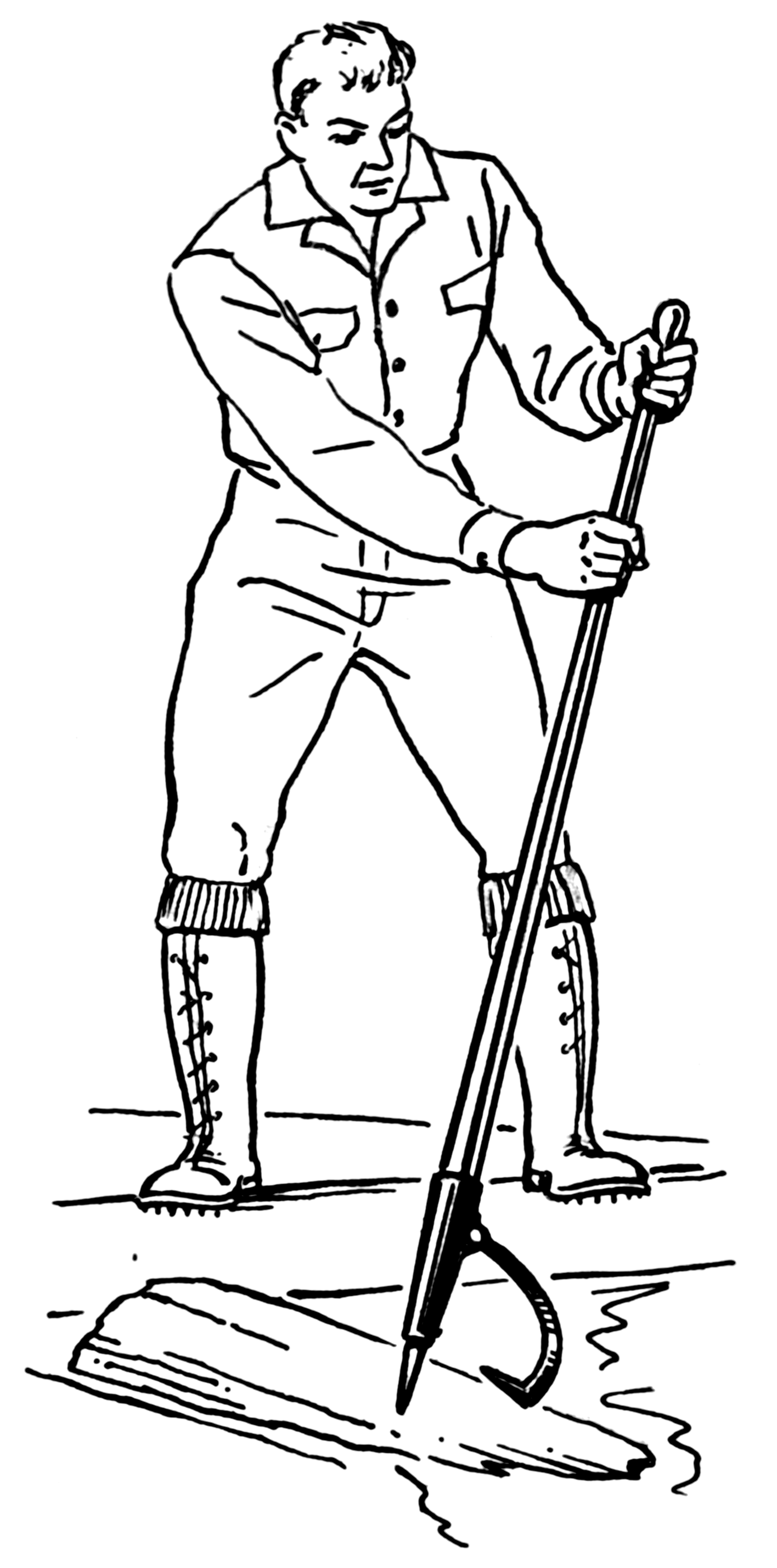
Робота гаком Піві

Кантувальний гак — інструмент для тягання і перекочування (кантування) колод, що складається з дерев'яного важеля з металевим гаком на кінці. Гак кріпиться рухомо, за допомогою хомута і стрижня.
На відміну від звичайного гака-сапіни, кантувальний гак використовує при роботі принцип важеля: довгим плечем є довгий держак, коротким — відстань між вістрям гака і місцем зіткнення робочого кінця з колодою.
Варіантом кантувального гака є гак Піві чи просто «піві» (англ. peavey): робочий кінець його важеля загострений, а в звичайного гака тупий, іноді з маленькими зубцями для збільшення тертя. Назву отримав на честь його винахідника, американського коваля Джозефа Піві (Joseph Peavey) з Аппер-Стіллвотер, штат Мен, що розробив його в 1850-х. Довжина гака Піві — 76-127 см. Вістря встромляється в колоду, а розташований поруч гак чіпляє її збоку.

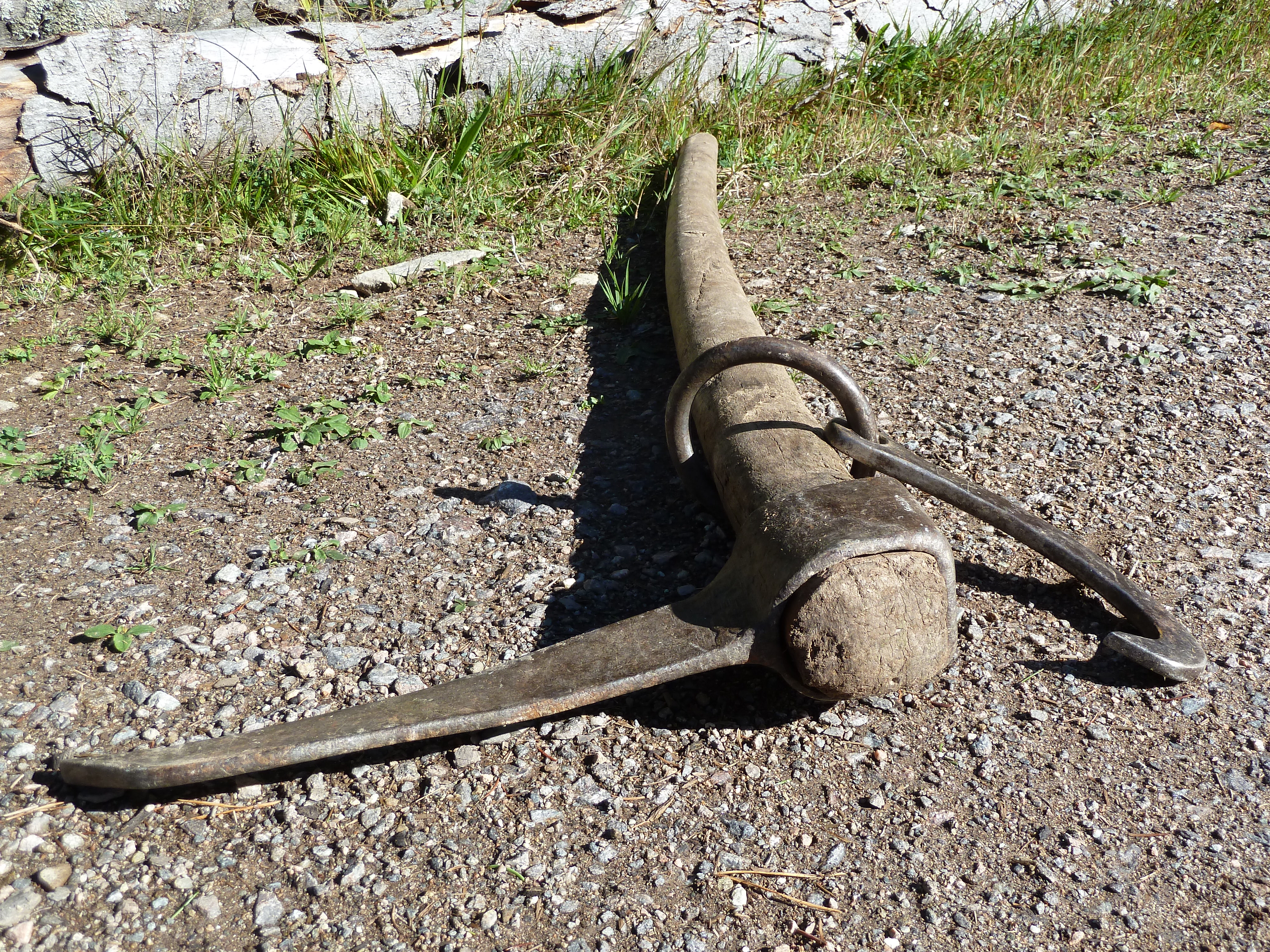
Німецький тип кантувального гака
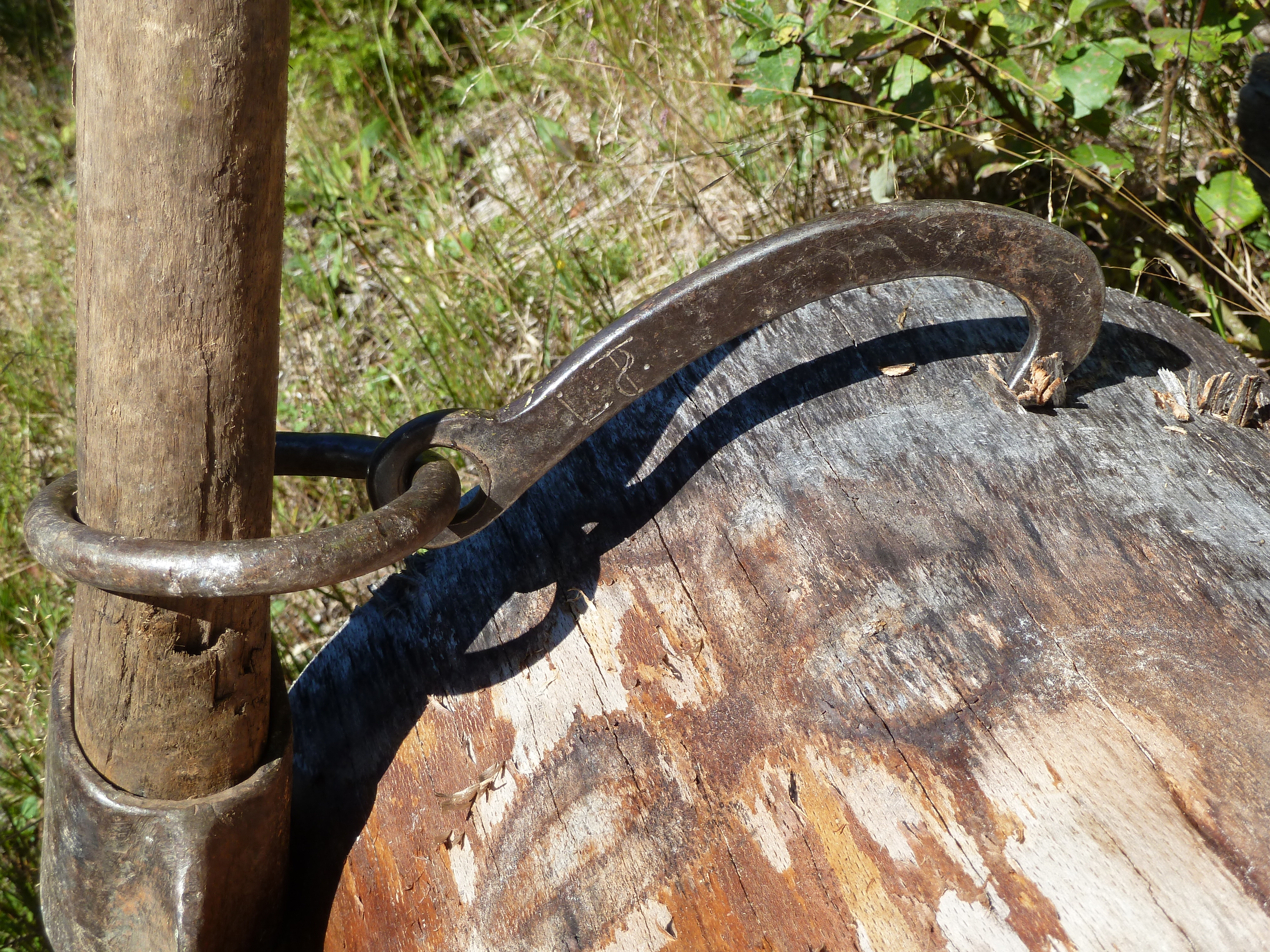
Німецький тип кантувального гака в роботі
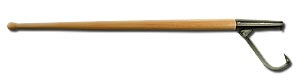
Звичайний кантувальний гак
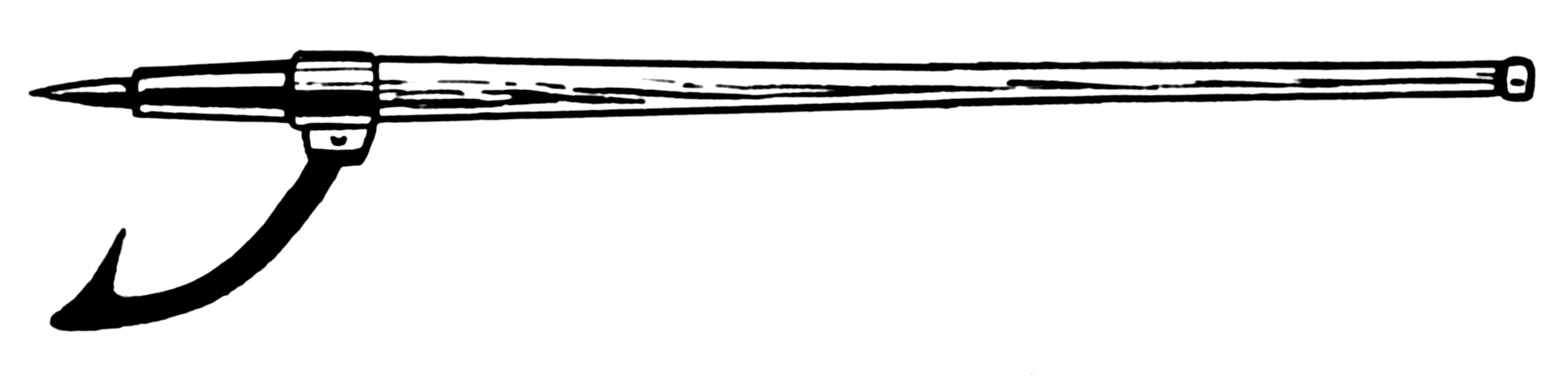
Кантувальний гак Піві